# René Adler
René Adler (Leipzig, Alemania, 15 de enero de 1985) es un exfutbolista alemán. Jugaba de portero y su último equipo fue el 1. F. S. V. Mainz 05 de la 1. Bundesliga.

## Trayectoria
René Adler empezó su carrera futbolística en el equipo juvenil de su ciudad natal, VfB Leipzig hasta que en 2000 pasó a formar parte de la plantilla de inferiores del Bayer 04 Leverkusen. 

### Bayer 04 Leverkusen

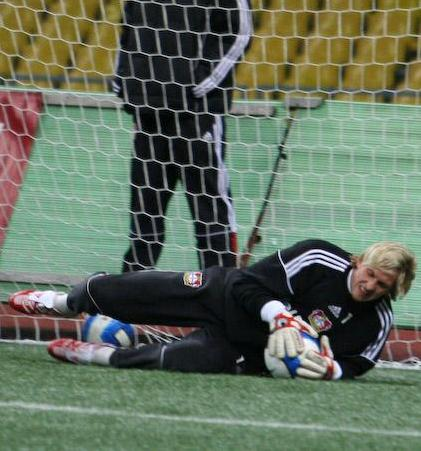
Adler entrenando con el Bayer Leverkusen en 2007.

Su debut en la 1. Bundesliga se produjo el 25 de febrero de 2007 en un partido contra el FC Schalke 04. 
El 8 de marzo de 2007 debutó en competiciones europeas, concretamente en la Copa de la UEFA, en un partido en el que su equipo se enfrentó al RC Lens.
En la temporada 2007-08 fue elegido mejor portero de la Bundesliga consiguiendo el 40,7 por ciento de los votos.

### Hamburgo SV
En la temporada 2012-13 Adler fue transferido al Hamburger SV. Firmó contrato hasta 30 de junio de 2017. En su primera temporada para el HSV jugó 32 partidos.
Después de la derrota 0-3 ante el SC Paderborn 07 en la primera jornada de la temporada 2014-15 fue relegado por su suplente de toda la vida, Jaroslav Drobný, para el partido contra el Hannover 96 que el HSV perdió 0-2. Incluso después de la salida del entrenador Mirko Slomka, Adler siguió siendo segundo portero para Joseph Zinnbauer. 
En octubre de 2014 sufrió una lesión en la rodilla izquierda que lo dejó fuera durante semanas.

### Maguncia 05
En mayo de 2017, Adler anunció que no iba a renovar su contrato con el Hamburgo SV. Poco después, se unió a las filas del FSV Maguncia 05, también compitiendo en la Bundesliga.

### Retirada
El 1 de mayo de 2019 anunció su retirada al finalizar la temporada.

## Selección nacional
Fue internacional con la selección de fútbol de Alemania en 12 ocasiones. Fue convocado a la Eurocopa 2008 sin haber debutado previamente, donde fue suplente de Jens Lehmann en todo el torneo, donde Alemania lograría el subcampeonato. Su debut internacional se produjo 4 meses después en un partido válido por las eliminatorias para la Copa Mundial de 2010 ante Rusia. En 2009 tras el retiro de Lehmann de la selección y la trágica muerte de Robert Enke en noviembre, Adler fue elegido como portero titular, y fue tenido en cuenta por Joachim Löw para disputar la Copa Mundial de Sudáfrica junto a Manuel Neuer y Tim Wiese. Sin embargo, una lesión en sus costillas lo dejó fuera de la convocatoria, siendo su relevo su excompañero en el Leverkusen Hans-Jörg Butt.
Volvió a ser convocado en noviembre de 2012 en un partido ante Países Bajos, y en 2013 jugó dos partidos amistosos ante Francia y Ecuador respectivamente.

### Participaciones en Eurocopas
| Copa          | Sede            | Resultado  | Partidos | Goles |
| ------------- | --------------- | ---------- | -------- | ----- |
| Eurocopa 2008 | Austria · Suiza | Subcampeón | 0        | 0     |

## Estadísticas

### Clubes
| Club | Div.          | Temporada     | Liga  | Liga  | Copa de Alemania | Copa de Alemania | Torneos internacionales(1) | Torneos internacionales(1) | Otros(2) | Otros(2) | Total | Total |
| Club | Div.          | Temporada     | Part. | Goles | Part.            | Goles            | Part.                      | Goles                      | Part.    | Goles    | Part. | Goles |
| --- | ------------- | ------------- | ----- | ----- | ---------------- | ---------------- | -------------------------- | -------------------------- | -------- | -------- | ----- | ----- |
| Bayer Leverkusen II · Alemania | 4.ª           | 2002-03       | 8     | 0     | —                | —                | —                          | —                          | —        | —        | 8     | 0     |
| Bayer Leverkusen II · Alemania | 4.ª           | 2005-06       | 19    | 0     | —                | —                | —                          | —                          | —        | —        | 19    | 0     |
| Bayer Leverkusen II · Alemania | 4.ª           | 2006-07       | 1     | 0     | —                | —                | —                          | —                          | —        | —        | 1     | 0     |
| Bayer Leverkusen II · Alemania | 4.ª           | 2011-12       | 2     | 0     | —                | —                | —                          | —                          | —        | —        | 2     | 0     |
| Bayer Leverkusen II · Alemania | Total club    | Total club    | 30    | 0     | —                | —                | —                          | —                          | —        | —        | 30    | 0     |
| Bayer Leverkusen · Alemania | 1.ª           | 2006-07       | 11    | 0     | 0                | 0                | 4                          | 0                          | —        | —        | 15    | 0     |
| Bayer Leverkusen · Alemania | 1.ª           | 2007-08       | 33    | 0     | 1                | 0                | 10                         | 0                          | —        | —        | 44    | 0     |
| Bayer Leverkusen · Alemania | 1.ª           | 2008-09       | 31    | 0     | 6                | 0                | —                          | —                          | —        | —        | 37    | 0     |
| Bayer Leverkusen · Alemania | 1.ª           | 2009-10       | 31    | 0     | 2                | 0                | —                          | —                          | —        | —        | 33    | 0     |
| Bayer Leverkusen · Alemania | 1.ª           | 2010-11       | 32    | 0     | 2                | 0                | 10                         | 0                          | —        | —        | 44    | 0     |
| Bayer Leverkusen · Alemania | 1.ª           | 2011-12       | 0     | 0     | 0                | 0                | 0                          | 0                          | —        | —        | 0     | 0     |
| Bayer Leverkusen · Alemania | Total club    | Total club    | 138   | 0     | 11               | 0                | 24                         | 0                          | —        | —        | 173   | 0     |
| Hamburgo S. V. · Alemania | 1.ª           | 2012-13       | 32    | 0     | 1                | 0                | —                          | —                          | —        | —        | 33    | 0     |
| Hamburgo S. V. · Alemania | 1.ª           | 2013-14       | 30    | 0     | 3                | 0                | —                          | —                          | 0        | 0        | 33    | 0     |
| Hamburgo S. V. · Alemania | 1.ª           | 2014-15       | 12    | 0     | 1                | 0                | —                          | —                          | 2        | 0        | 15    | 0     |
| Hamburgo S. V. · Alemania | 1.ª           | 2015-16       | 24    | 0     | 1                | 0                | —                          | —                          | —        | —        | 25    | 0     |
| Hamburgo S. V. · Alemania | 1.ª           | 2016-17       | 19    | 0     | 1                | 0                | —                          | —                          | —        | —        | 20    | 0     |
| Hamburgo S. V. · Alemania | Total club    | Total club    | 117   | 0     | 7                | 0                | —                          | —                          | 2        | 0        | 126   | 0     |
| 1. F. S. V. Mainz 05 · Alemania | 1.ª           | 2017-18       | 14    | 0     | 3                | 0                | —                          | —                          | —        | —        | 17    | 0     |
| 1. F. S. V. Mainz 05 · Alemania | 1.ª           | 2018-19       | 0     | 0     | 0                | 0                | —                          | —                          | —        | —        | 0     | 0     |
| 1. F. S. V. Mainz 05 · Alemania | Total club    | Total club    | 14    | 0     | 3                | 0                | —                          | —                          | —        | —        | 17    | 0     |
| Total carrera | Total carrera | Total carrera | 299   | 0     | 21               | 0                | 24                         | 0                          | 2        | 0        | 346   | 0     |
| (1) Incluye datos de la Copa de la UEFA (2006-08) y Liga Europa de la UEFA (2010-11). (2) Incluye datos de los Play-offs de ascenso y descenso (2014-15). |               |               |       |       |                  |                  |                            |                            |          |          |       |       |

## Palmarés

### Distinciones individuales
| Distinción                                           | Año        |
| ---------------------------------------------------- | ---------- |
| Mejor portero de la Bundesliga                       | 2008       |
| Equipo de la temporada de la Bundesliga según kicker | 2008, 2016 |